# Campeonato Africano de Atletismo de 2012 - 400 m com barreiras masculino
A prova dos 400 metros com barreiras masculino do Campeonato Africano de Atletismo de 2012 foi disputada entre os dias 28 e 29 de junho de 2012 no Estádio Charles de Gaulle em Porto Novo,  no Benim. 

## Recordes
Antes desta competição, os recordes mundiais e do campeonato nesta prova eram os seguintes:
|                       | Nome          | Nacionalidade  | Tempo  | Local     | Data                |
| --------------------- | ------------- | -------------- | ------ | --------- | ------------------- |
| Recorde mundial       | Kevin Young   | Estados Unidos | 46s 78 | Barcelona | 6 de agosto de 1992 |
| Recorde do campeonato | Amadou Dia Ba | Senegal        | 48s 29 | Cairo     | 1985                |
| Recorde africano      | Samuel Matete | Zâmbia         | 47s 10 | Zurique   | 7 de agosto de 1991 |

## Medalhistas
| Ouro                 | Prata                     | Bronze                 |
| Amaechi Morton (NGR) | Mamadou Kasse Hanne (SEN) | Boniface Mucheru (KEN) |

## Cronograma
Todos os horários são locais (UTC+1).
| Data        | Hora  | Evento  |
| ----------- | ----- | ------- |
| 28 de junho | 17:00 | Bateria |
| 29 de junho | 16:10 | Final   |

## Resultados

### Bateria
Qualificação: 2 atletas de cada bateria (Q) mais os 2 melhores qualificados (q).
| Posição | Bateria | Raia | Atleta                   | Nacionalidade  | Tempo | Notas |
| ------- | ------- | ---- | ------------------------ | -------------- | ----- | ----- |
| 1       | 1       | 3    | Mamadou Kasse Hanne      | Senegal        | 49.86 | Q     |
| 2       | 2       | 3    | Amaechi Morton           | Nigéria        | 50.10 | Q     |
| 3       | 1       | 4    | Kurt Couto               | Moçambique     | 50.20 | Q     |
| 4       | 3       | 4    | Boniface Mucheru         | Quênia         | 50.51 | Q     |
| 5       | 2       | 4    | Vincent Kiplangat Koskei | Quênia         | 50.75 | Q     |
| 6       | 1       | 7    | Christopher Ngetich      | Quênia         | 50.79 | q     |
| 7       | 3       | 2    | Mohamed Sghaier          | Tunísia        | 50.90 | Q     |
| 8       | 3       | 3    | L. J. van Zyl            | África do Sul  | 51.14 | q     |
| 9       | 1       | 2    | Zied Azizi               | Tunísia        | 51.25 |       |
| 10      | 1       | 6    | Hussein Hafiz            | Sudão          | 51.66 |       |
| 11      | 2       | 7    | PC Beneke                | África do Sul  | 51.87 |       |
| 12      | 1       | 5    | Akobuntu Ikwamikow       | Nigéria        | 52.19 |       |
| 13      | 2       | 5    | Philippe Djaovazaha      | Madagáscar     | 52.38 |       |
| 14      | 3       | 6    | Amadou Ndiaye            | Senegal        | 52.73 |       |
| 15      | 3       | 5    | Lankantien Lamboni       | Togo           | 53.99 |       |
| 16      | 1       | 8    | Hadama Bagayogo          | Mali           | 55.36 |       |
| 17      | 2       | 2    | Raoul Idohou             | Benim          | 57.46 |       |
| 99      | 2       | 8    | Barnabé Bationo          | Burquina Fasso | DNS   |       |
| 99      | 2       | 6    | Robert Dwumfuor          | Gana           | DNS   |       |
| 99      | 2       | 6    | Maoulida Darouèche       | Comores        | DNS   |       |

### Final
| Posição           | Raia | Atleta                   | Nacionalidade | Tempo   | Notas |
| ----------------- | ---- | ------------------------ | ------------- | ------- | ----- |
| Medalha de ouro   | 3    | Amaechi Morton           | Nigéria       | 49.32   |       |
| Medalha de prata  | 6    | Mamadou Kasse Hanne      | Senegal       | 49.39   |       |
| Medalha de bronze | 5    | Boniface Mucheru         | Quênia        | 49.45   |       |
| 4                 | 8    | Vincent Kiplangat Koskei | Quênia        | 50.31   |       |
| 5                 | 7    | Mohamed Sghaier          | Tunísia       | 50.37   |       |
| 6                 | 2    | Christopher Ngetich      | Quênia        | 50.46   |       |
| 7                 | 1    | Kurt Couto               | Moçambique    | 1:09.53 |       |
| 08 !              | 1    | L. J. van Zyl            | África do Sul | DNF     |       |

Legenda
| Recorde mundial       | Recorde mundial (World record)               |                       | Recorde africano                      | Recorde africano (African) |                                           | Q | Classificado por posição (Qualified) |
| Recorde do campeonato | Recorde do campeonato (Championship record)  | Recorde da América    | Recorde da América (Americas)         | q                          | Classificado por melhor tempo (Qualified) |   |                                      |
| Melhor marca do ano   | Melhor marca do ano (World leading)          | Recorde asiático      | Recorde asiático (Asian)              | DNS                        | Não largou (Did not start)                |   |                                      |
| Recorde nacional      | Recorde nacional (National record)           | Recorde europeu       | Recorde europeu (European)            | DNF                        | Não terminou (Did not finish)             |   |                                      |
| Recorde pessoal       | Recorde pessoal do atleta (Personal best)    | Recorde da Oceania    | Recorde da Oceania (Oceania)          | DSQ / DQ                   | Desclassificado (Disqualified)            |   |                                      |
| Recorde da temporada  | Recorde da temporada do atleta (Season best) | Recorde sul-americano | Recorde sul-americano (South America) | NM                         | Sem marca (No mark)                       |   |                                      |